# Сандул Микола Миколайович
Мико́ла Микола́йович Са́ндул — український військовослужбовець, полковник Збройних сил України, учасник російсько-української війни. Кавалер ордена Данила Галицького (2022).

## Життєпис
Станом на 2016 рік командир військової частини А3013.
Станом на 2021 рік командир військової частини А1915.

## Нагороди
- орден Данила Галицького (1 червня 2022) — за особисту мужність і самовіддані дії, виявлені у захисті державного суверенітету та територіальної цілісності України, вірність військовій присязі[3].

## Військові звання
- полковник.